# Papuabukten

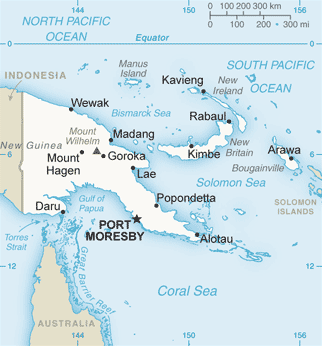
Papua Nya Guinea med Papuabukten på sydkusten.

Papuabukten är en 400 kilometer bred bukt på sydkusten av Papua Nya Guinea. Den ligger nordväst om Korallhavet, som är ett randhav till Stilla havet. Några av Nya Guineas största floder mynnar ut i bukten, såsom Fly, Turama, Kikori och Purari. Sammanhängande sumpområden, floddeltan och mangroveskog utgör stora delar av kustlinjen mot väst och  norr, medan kusten längre österut växlar mellan sandområden och fastare partier. Bukten ligger i provinserna Western Province, Gulf och Central Province. Huvudstaden Port Moresby ligger i den östliga änden av Papuabukten.